# Список птахів Філіппін
Це перелік видів птахів, зафіксованих на території Філіппін. Авіфауна Філіппін налічує загалом 724 види, з яких 229 є ендемічними, що робить Філіппіни четвертою країною в світі за кількістю ендемічних видів птахів. 5 видів птахів були інтродуковані людьми. 98 видів птахів перебувають на межі глобального зникнення.

## Позначки
Наступні теги використані для виділення деяких категорій птахів.
- (А) Випадковий — вид, який рідко або випадково трапляється на Філіппінах
- (Е) Ендемічий — вид, який є ендеміком Філіппін
- (I) Інтродукований — вид, завезений до Філіппін, як наслідок, прямих чи непрямих людських дій

## Гусеподібні(Anseriformes)

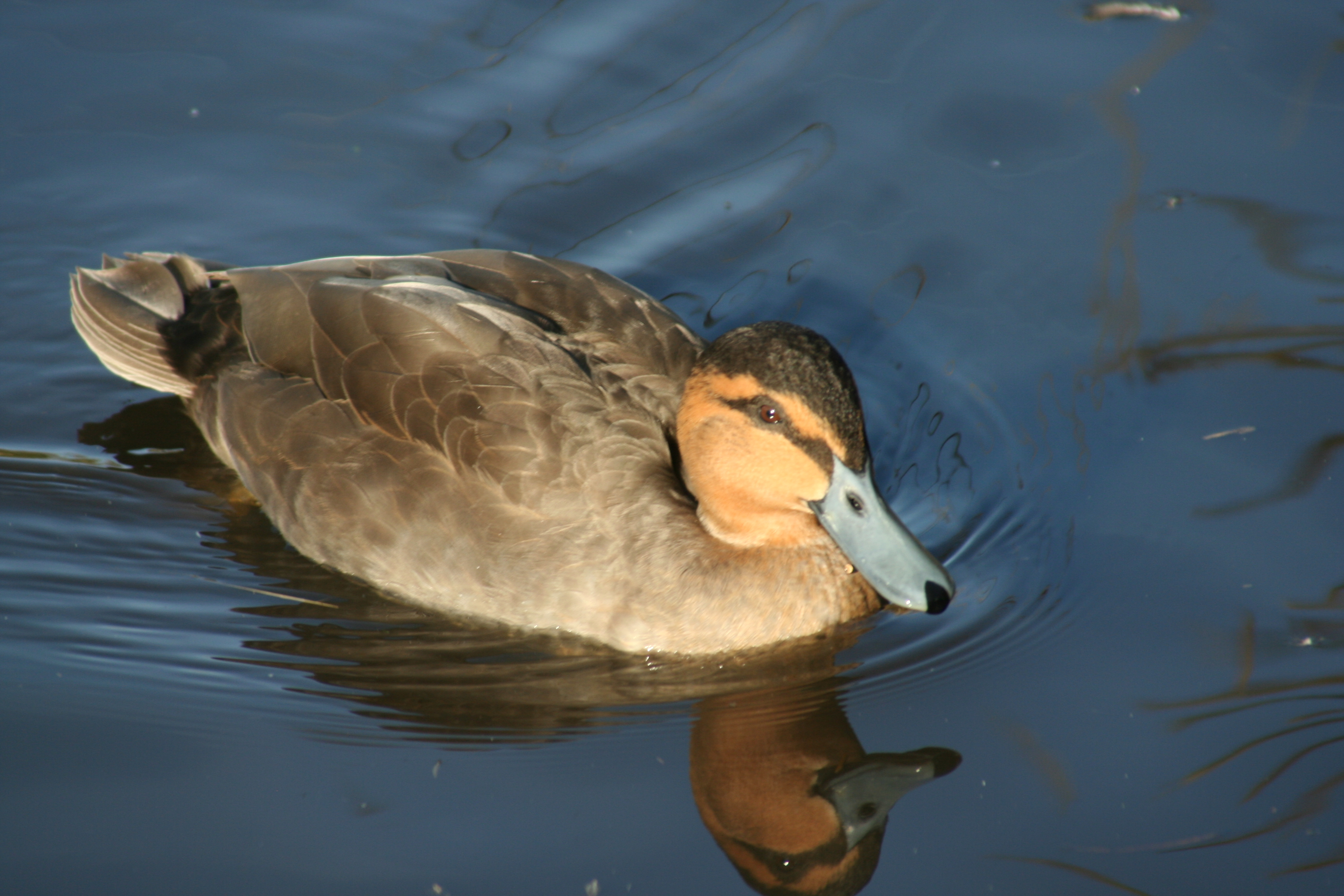
Крижень філіппінський (Anas luzonica)

### Родина:Качкові(Anatidae)
- Свистач плямистобокий, Dendrocygna guttata
- Свистач філіппінський, Dendrocygna arcuata
- Гуска білолоба, Anser albifrons (A)
- Anser serrirostris (A)
- Казарка чорна, Branta bernicla (A)
- Лебідь чорнодзьобий, Cygnus columbianus (A)
- Огар рудий, Tadorna ferruginea (A)
- Галагаз звичайний, Tadorna tadorna (A)
- Чирянка-крихітка індійська, Nettapus coromandelianus (A)
- Мандаринка, Aix galericulata (A)
- Чирянка-квоктун, Sibirionetta formosa (A)
- Чирянка велика, Spatula querquedula
- Широконіска північна, Spatula clypeata
- Нерозень, Mareca strepera (A)
- Качка далекосхідна, Mareca falcata (A)
- Свищ євразійський, Mareca penelope
- Крижень філіппінський, Anas luzonica (E)
- Крижень китайський, Anas zonorhyncha (A)
- Крижень звичайний, Anas platyrhynchos (A)
- Шилохвіст північний, Anas acuta
- Чирянка мала, Anas crecca
- Попелюх довгодзьобий, Aythya valisineria (A)
- Попелюх звичайний, Aythya ferina (A)
- Чернь білоока, Aythya nyroca (A)
- Чернь зеленоголова, Aythya baeri (A)
- Чернь чубата, Aythya fuligula
- Чернь морська, Aythya marila (A)
- Крех китайський, Mergus squamatus (A)

## Куроподібні(Galliformes)

### Родина:Великоногові(Megapodiidae)
- Великоніг філіппінський, Megapodius cumingii

### Родина:Фазанові(Phasianidae)
- Віялохвіст зеленокрилий, Polyplectron napoleonis (E)
- Перепілка китайська, Synoicus chinensis
- Перепілка японська, Coturnix japonica (A)
- Перепілка звичайна, Coturnix coturnix (A)
- Турач китайський, Francolinus pintadeanus
- Курка банківська, Gallus gallus
- Куріпка даурська, Perdix dauurica

## Пірникозоподібні(Podicipediformes)

### Родина:Пірникозові(Podicipedidae)
- Пірникоза мала, Tachybaptus ruficollis
- Пірникоза чорношия, Podiceps nigricollis (A)

## Голубоподібні(Columbiformes)

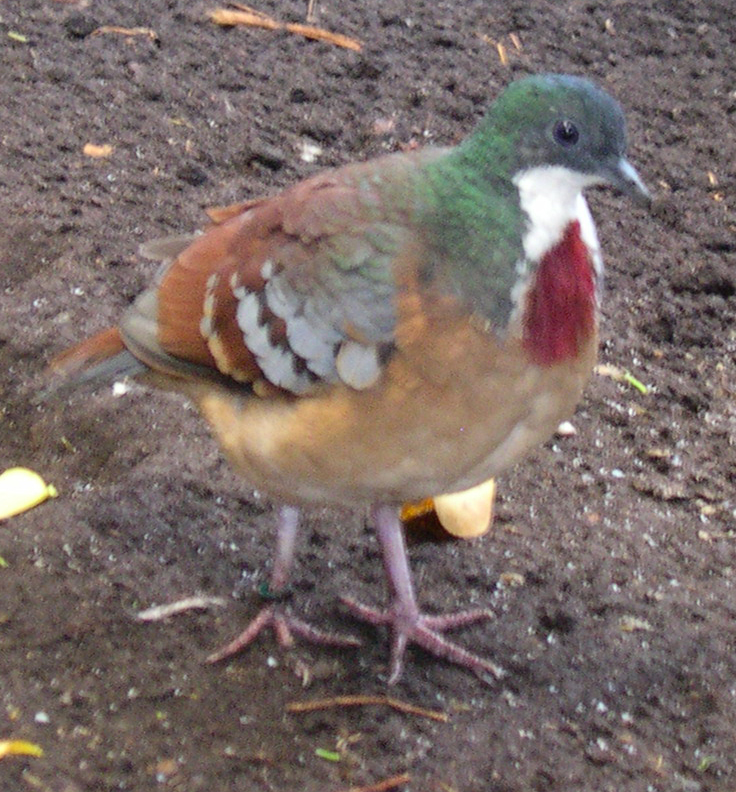
Голуб мінданайський (Gallicolumba criniger)

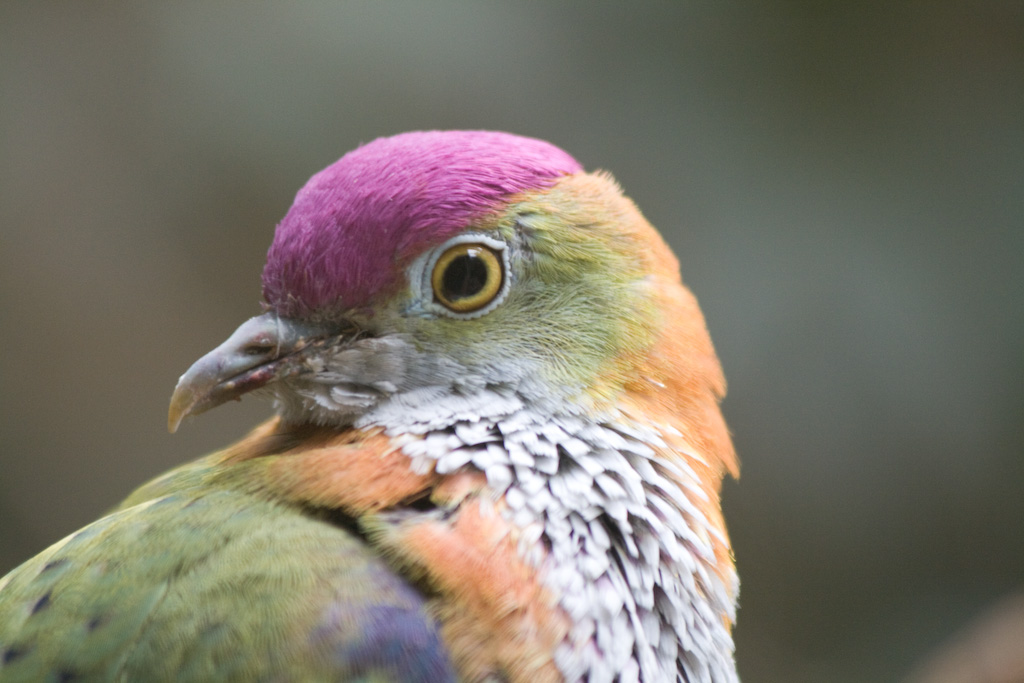
Тілопо смугастобокий (Ptilinopus superbus)

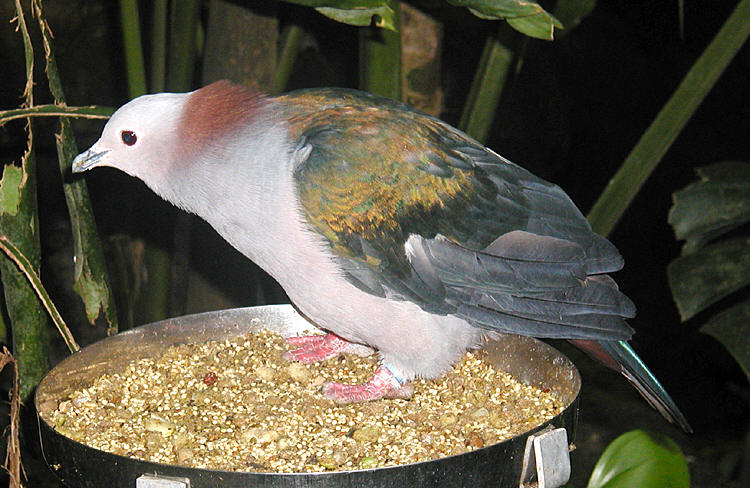
Пінон малазійський (Ducula aenea)

### Родина:Голубові(Columbidae)
- Голуб сизий, Columba livia (I)
- Columba vitiensis
- Горлиця велика, Streptopelia orientalis (A)
- Streptopelia dusumieri
- Streptopelia tranquebarica
- Горлиця китайська, Spilopelia chinensis
- Горлиця філіпінська, Macropygia tenuirostris
- Chalcophaps indica
- Geopelia striata (I)
- Голуб гривастий, Caloenas nicobarica
- Gallicolumba platenae (E)
- Gallicolumba keayi (E)
- Gallicolumba menagei (E)
- Gallicolumba luzonica (E)
- Gallicolumba criniger (E)
- Пінон лусонський, Phapitreron leucotis (E)
- Пінон аметистовий, Phapitreron amethystinus (E)
- Пінон мінданайський, Phapitreron brunneiceps (E)
- Пінон тавітавський, Phapitreron cinereiceps (E)
- Вінаго оливковокрилий, Treron vernans
- Вінаго філіппінський, Treron axillaris (E)
- Вінаго індокитайський, Treron curvirostra
- Вінаго тайванський, Treron formosae
- Тілопо жовтоволий, Ptilinopus occipitalis (E)
- Тілопо лусонський, Ptilinopus marchei (E)
- Тілопо жовтогрудий, Ptilinopus merrilli (E)
- Тілопо чорногорлий, Ptilinopus leclancheri
- Тілопо смугастобокий, Ptilinopus superbus (A)
- Тілопо жовтогорлий, Ptilinopus melanospilus
- Тілопо негроський, Ptilinopus arcanus (E)
- Пінон рожевочеревий, Ducula poliocephala (E)
- Пінон міндорський, Ducula mindorensis (E)
- Пінон сірошиїй, Ducula carola (E)
- Пінон малазійський, Ducula aenea
- Пінон сулуйський, Ducula pickeringii
- Пінон двобарвний, Ducula bicolor

## Зозулеподібні(Cuculiformes)

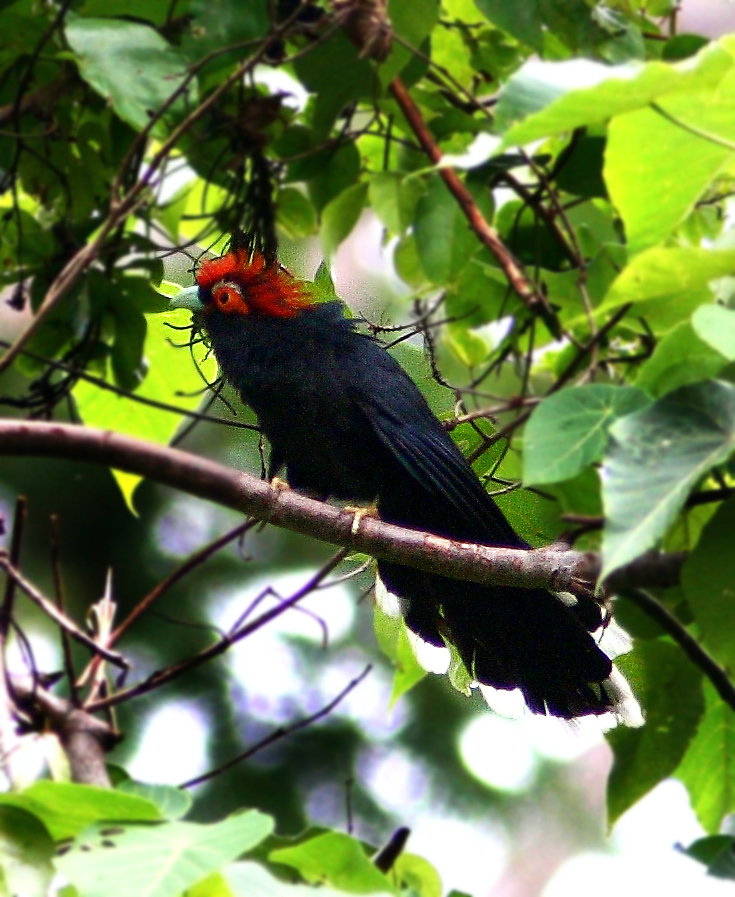
Малкога червоночуба (Phaenicophaeus superciliosus)

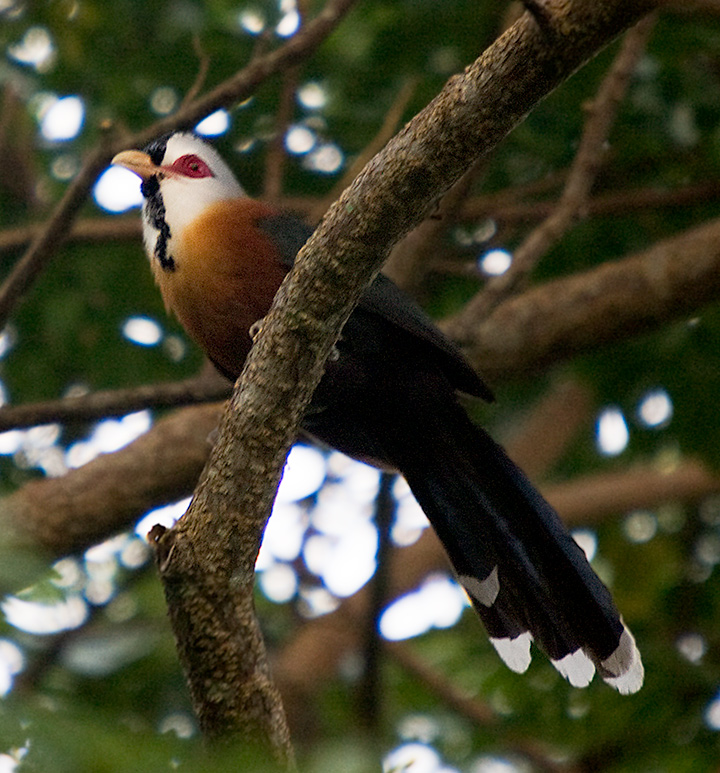
Малкога лусонська (Phaenicophaeus cumingi)

### Родина:Зозулеві(Cuculidae)
- Коукал рудий, Centropus unirufus (E)
- Коукал мінданайський, Centropus melanops (E)
- Коукал міндорійський, Centropus steerii (E)
- Коукал рудокрилий, Centropus sinensis
- Коукал філіпінський, Centropus viridis (E)
- Коукал малий, Centropus bengalensis
- Малкога яванська, Phaenicophaeus curvirostris
- Малкога червоночуба, Dasylophus superciliosus (E)
- Малкога лусонська, Dasylophus cumingi (E)
- Зозуля каштановокрила, Clamator coromandus
- Зозуля строката, Clamator jacobinus (A)
- Eudynamys scolopacea
- Зозуля-велет, Scythrops novaehollandiae (A)
- Дідрик фіолетовий, Chrysococcyx xanthorhynchus
- Дідрик зеленоголовий, Chrysococcyx minutillus
- Кукавка смугаста, Cacomantis sonneratii (A)
- Кукавка сіровола, Cacomantis merulinus
- Кукавка рудовола, Cacomantis sepulcralis
- Зозуля-дронго азійська, Surniculus lugubris
- Зозуля-дронго філіпінська, Surniculus velutinus (E)
- Зозуля велика, Hierococcyx sparverioides
- Зозуля філіпінська, Hierococcyx pectoralis (E)
- Зозуля короткокрила, Cuculus micropterus
- Зозуля сибірська, Cuculus optatus

## Дрімлюгоподібні(Caprimulgiformes)

### Родина:Білоногові(Podargidae)
- Корнудо філіппінський, Batrachostomus septimus (E)
- Корнудо палаванський, Batrachostomus chaseni (E)

### Родина:Дрімлюгові(Caprimulgidae)
- Ночнар південний, Lyncornis macrotis
- Дрімлюга маньчжурський, Caprimulgus jotaka
- Дрімлюга великохвостий, Caprimulgus macrurus
- Дрімлюга філіпінський, Caprimulgus manillensis (E)
- Дрімлюга савановий, Caprimulgus affinis

## Серпокрильцеподібні(Apodiformes)

### Родина:Серпокрильцеві(Apodidae)
- Голкохвіст філіпінський, Mearnsia picina (E)
- Колючохвіст білогорлий, Hirundapus caudacutus
- Колючохвіст великий, Hirundapus giganteus
- Колючохвіст пурпуровий, Hirundapus celebensis
- Салангана мала, Collocalia troglodytes (E)
- Салангана сірогуза, Collocalia marginata (E)
- Салангана філіпінська, Collocalia isonota (E)
- Салангана мінданайська, Aerodramus mearnsi (E)
- Салангана датайська, Aerodramus whiteheadi (E)
- Салангана сіра, Aerodramus amelis
- Салангана яванська, Aerodramus salangana
- Салангана малазійська, Aerodramus maximus
- Салангана сундайська, Aerodramus fuciphagus
- Салангана калімантанська, Aerodramus germani
- Серпокрилець сибірський, Apus pacificus
- Серпокрилець непальський, Apus nipalensis
- Серпокрилець південноазійський, Cypsiurus balasiensis

### Родина:Клехові(Hemiprocnidae)
- Клехо зеленокрилий, Hemiprocne longipennis (A)
- Клехо малий, Hemiprocne comata

## Журавлеподібні(Gruiformes)

### Родина:Пастушкові(Rallidae)
- Пастушок рудоголовий, Lewinia striata
- Левінія лусонська, Lewinia mirifica (E)
- Пастушок калаянський, Gallirallus calayanensis (E)
- Пастушок смугастий, Gallirallus philippensis
- Пастушок біловусий, Gallirallus torquatus
- Курочка водяна, Gallinula chloropus
- Лиска звичайна, Fulica atra
- Султанка зондська, Porphyrio indicus
- Султанка філіпінська, Porphyrio pulverulentus (E)
- Курочка рогата, Gallicrex cinerea
- Багновик філіпінський, Amaurornis olivacea (E)
- Багновик білогрудий, Amaurornis phoenicurus
- Погонич білобровий, Poliolimnas cinereus
- Погонич червононогий, Rallina fasciata
- Погонич сіроногий, Rallina eurizonoides
- Погонич індійський, Zapornia fusca
- Погонич-крихітка, Zapornia pusilla
- Погонич австралійський, Zapornia tabuensis

### Родина:Журавлеві(Gruidae)
- Журавель степовий, Anthropoides virgo (A)
- Журавель індійський, Grus antigone
- Журавель чорний, Grus monacha (A)

## Сивкоподібні(Charadriiformes)

### Родина:Лежневі(Burhinidae)
- Лежень рифовий, Esacus magnirostris

### Родина:Чоботарові(Recurvirostridae)
- Кулик-довгоніг чорнокрилий, Himantopus himantopus
- Кулик-довгоніг строкатий, Himantopus leucocephalus
- Чоботар синьоногий, Recurvirostra avosetta (A)

### Родина:Куликосорокові(Haematopodidae)
- Кулик-сорока євразійський, Haematopus ostralegus (A)

### Родина:Сивкові(Charadriidae)
- Сивка морська, Pluvialis squatarola
- Сивка бурокрила, Pluvialis fulva
- Чайка чубата, Vanellus vanellus (A)
- Чайка сіра, Vanellus cinereus (A)
- Пісочник монгольський, Charadrius mongolus
- Пісочник товстодзьобий, Charadrius leschenaultii
- Пісочник малазійський, Charadrius peronii
- Пісочник морський, Charadrius alexandrinus
- Пісочник великий, Charadrius hiaticula (A)
- Пісочник малий, Charadrius dubius
- Пісочник довгоногий, Charadrius veredus

### Родина:Мальованцеві(Rostratulidae)
- Мальованець афро-азійський, Rostratula benghalensis

### Родина:Яканові(Jacanidae)
- Якана гребінчаста, Irediparra gallinacea
- Якана довгохвоста, Hydrophasianus chirurgus

### Родина:Баранцеві(Scolopacidae)
- Кульон аляскинський, Numenius tahitiensis (A)
- Кульон середній, Numenius phaeopus
- Кульон-крихітка, Numenius minutus
- Кульон східний, Numenius madagascariensis
- Кульон великий, Numenius arquata
- Грицик малий, Limosa lapponica
- Грицик великий, Limosa limosa
- Крем'яшник звичайний, Arenaria interpres
- Побережник великий, Calidris tenuirostris
- Побережник ісландський, Calidris canutus
- Брижач, Calidris pugnax
- Побережник болотяний, Calidris falcinellus
- Побережник гострохвостий, Calidris acuminata
- Побережник червоногрудий, Calidris ferruginea
- Побережник білохвостий, Calidris temminckii
- Побережник довгопалий, Calidris subminuta
- Лопатень, Calidris pygmea (A)
- Побережник рудоголовий, Calidris ruficollis
- Побережник білий, Calidris alba
- Побережник чорногрудий, Calidris alpina (A)
- Побережник малий, Calidris minuta (A)
- Побережник арктичний, Calidris melanotos (A)
- Неголь азійський, Limnodromus semipalmatus
- Неголь довгодзьобий, Limnodromus scolopaceus (A)
- Баранець малий, Lymnocryptes minimus (A)
- Слуква філіппінська, Scolopax bukidnonensis (E)
- Баранець японський, Gallinago hardwickii
- Баранець звичайний, Gallinago gallinago
- Баранець азійський, Gallinago stenura
- Баранець лісовий, Gallinago megala
- Мородунка, Xenus cinereus
- Плавунець круглодзьобий, Phalaropus lobatus
- Плавунець плоскодзьобий, Phalaropus fulicarius (A)
- Набережник палеарктичний, Actitis hypoleucos
- Коловодник лісовий, Tringa ochropus
- Коловодник попелястий, Tringa brevipes
- Коловодник чорний, Tringa erythropus (A)
- Коловодник великий, Tringa nebularia
- Коловодник охотський, Tringa guttifer
- Коловодник ставковий, Tringa stagnatilis
- Коловодник болотяний, Tringa glareola
- Коловодник звичайний, Tringa totanus

### Родина:Триперсткові(Turnicidae)
- Триперстка африканська, Turnix sylvatica
- Триперстка філіппінська, Turnix ocellata (E)
- Триперстка смугаста, Turnix suscitator
- Триперстка лусонська, Turnix worcesteri (E)

### Родина:Дерихвостові(Glareolidae)
- Дерихвіст забайкальський, Glareola maldivarum

### Родина:Поморникові(Stercorariidae)
- Поморник середній, Stercorarius pomarinus
- Поморник довгохвостий, Stercorarius longicaudus (A)

### Родина:Мартинові(Laridae)
- Мартин китайський, Saundersilarus saundersi (A)
- Мартин звичайний, Chroicocephalus ridibundus
- Leucophaeus atricilla (A)
- Мартин чорнохвостий, Larus crassirostris (А)
- Мартин сизий, Larus canus (A)
- Мартин сріблястий, Larus argentatus (A)
- Мартин охотський, Larus schistisagus (A)
- Крячок бурий, Anous stolidus
- Крячок атоловий, Anous minutus
- Крячок білий, Gygis alba (A)
- Крячок строкатий, Onychoprion fuscatus
- Крячок бурокрилий, Onychoprion anaethetus
- Крячок камчатський, Onychoprion aleuticus (A)
- Крячок малий, Sternula albifrons
- Крячок чорнодзьобий, Gelochelidon nilotica
- Крячок каспійський, Hydroprogne caspia (A)
- Крячок білокрилий, Chlidonias leucopterus
- Крячок білощокий, Chlidonias hybrida
- Крячок рожевий, Sterna dougallii
- Крячок індонезійський, Sterna sumatrana
- Крячок річковий, Sterna hirundo
- Крячок жовтодзьобий, Thalasseus bergii
- Крячок китайський, Thalasseus bernsteini (A)

## Фаетоноподібні(Phaethontiformes)

### Родина:Фаетонові(Phaethontidae)
- Фаетон білохвостий, Phaethon lepturus (A)
- Фаетон червонохвостий, Phaethon rubricauda (A)

## Буревісникоподібні(Procellariiformes)

### Родина:Качуркові(Hydrobatidae)
- Качурка північна, Hydrobates leucorhous (A)
- Качурка вилохвоста, Hydrobates monorhis (A)

### Родина:Буревісникові(Procellariidae)
- Тайфунник кермадецький, Pterodroma neglecta (A)
- Тайфунник гавайський, Pterodroma sandwichensis (A)
- Тайфунник бонінський, Pterodroma hypoleuca (A)
- Бульверія тонкодзьоба, Bulweria bulwerii (A)
- Тайфунник таїтійський, Pseudobulweria rostrata (A)
- Буревісник тихоокеанський, Calonectris leucomelas
- Буревісник клинохвостий, Ardenna pacificus
- Буревісник тонкодзьобий, Ardenna Short-tailed  (A)

## Лелекоподібні(Ciconiiformes)

### Родина:Лелекові(Ciconiidae)
- Лелека чорний, Ciconia nigra (A)
- Лелека білошиїй, Ciconia episcopus
- Лелека далекосхідний, Ciconia boyciana (A)

## Сулоподібні(Suliformes)

### Родина:Фрегатові(Fregatidae)
- Фрегат-арієль, Fregata ariel
- Фрегат малазійський, Fregata andrewsi
- Фрегат тихоокеанський, Fregata minor

### Родина:Сулові(Sulidae)
- Сула жовтодзьоба, Sula dactylatra
- Сула білочерева, Sula leucogaster
- Сула червононога, Sula sula

### Родина:Змієшийкові(Anhingidae)
- Змієшийка чорночерева, Anhinga melanogaster

### Родина:Бакланові(Phalacrocoracidae)
- Баклан великий, Phalacrocorax carbo

## Пеліканоподібні(Pelecaniformes)

### Родина:Пеліканові(Pelecanidae)
- Пелікан австралійський, Pelecanus conspicillatus (A)
- Пелікан сірий, Pelecanus philippensis
- Пелікан кучерявий, Pelecanus crispus (A)

### Родина:Чаплеві(Ardeidae)
- Бугай водяний, Botaurus stellaris (A)
- Бугайчик китайський, Ixobrychus sinensis
- Бугайчик амурський, Ixobrychus eurhythmus
- Бугайчик рудий, Ixobrychus cinnamomeus
- Бугайчик чорний, Ixobrychus flavicollis
- Чапля сіра, Ardea cinerea
- Чапля суматранська, Ardea sumatrana
- Чапля руда, Ardea purpurea
- Чепура велика, Ardea alba
- Чепура середня, Ardea intermedia
- Чепура жовтодзьоба, Egretta eulophotes
- Чепура мала, Egretta garzetta
- Чепура тихоокеанська, Egretta sacra
- Чапля єгипетська, Bubulcus ibis
- Чапля китайська, Ardeola bacchus (A)
- Чапля яванська, Ardeola speciosa
- Чапля мангрова, Butorides striata
- Квак звичайний, Nycticorax nycticorax
- Квак каледонський, Nycticorax caledonicus
- Квак японський, Gorsachius goisagi
- Квак малайський, Gorsachius melanolophus

### Родина:Ібісові(Threskiornithidae)
- Коровайка бура, Plegadis falcinellus
- Ібіс сивоперий, Threskiornis melanocephalus (A)
- Косар білий, Platalea leucorodia (A)
- Косар малий, Platalea minor (A)

## Яструбоподібні(Accipitriformes)

### Родина:Скопові(Pandionidae)
- Скопа, Pandion haliaetus

### Родина:Яструбові(Accipitridae)
- Шуліка чорноплечий, Elanus caeruleus
- Pernis steerei (E)
- Осоїд чубатий, Pernis ptilorhynchus
- Шуляк азійський, Aviceda jerdoni
- Гриф чорний, Aegypius monachus (A)
- Змієїд чубатий, Spilornis cheela
- Spilornis holospilus (E)
- Гарпія філіпінська, Pithecophaga jefferyi (E)
- Nisaetus cirrhatus
- Nisaetus philippensis (E)
- Nisaetus pinskeri (E)
- Орел-карлик індійський, Lophotriorchis kienerii
- Канюк яструбиний, Butastur indicus
- Circus spilonotus
- Circus melanoleucos (A)
- Яструб чубатий, Accipiter trivirgatus
- Яструб туркестанський, Accipiter badius (A)
- Яструб китайський, Accipiter soloensis
- Яструб японський, Accipiter gularis
- Яструб яванський, Accipiter virgatus
- Яструб малий, Accipiter nisus (A)
- Шуліка чорний, Milvus migrans (A)
- Шуліка королівський, Haliastur indus
- Орлан білочеревий, Haliaeetus leucogaster
- Орлан-рибалка великий, Icthyophaga ichthyaetus
- Buteo japonicus

## Совоподібні(Strigiformes)

### Родина:Сипухові(Tytonidae)
- Сипуха східна, Tyto longimembris
- Лехуза вухата, Phodilus badius

### Родина:Совові(Strigidae)

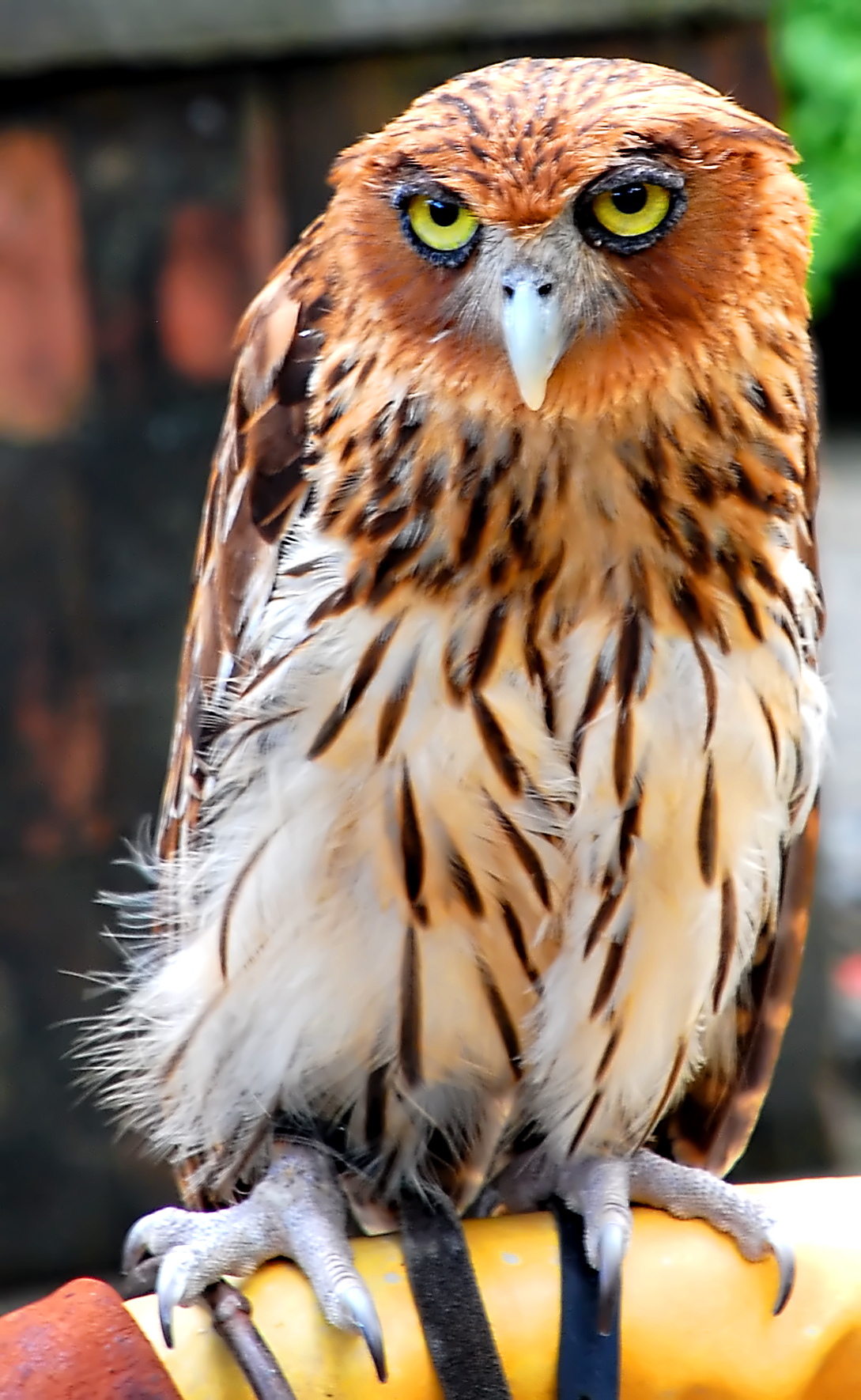
Пугач філіппінський (Bubo philippensis)

- Сплюшка суматранська, Otus rufescens
- Сплюшка велика, Otus gurneyi (E)
- Сплюшка палаванська, Otus fuliginosus (E)
- Сплюшка філіпінська, Otus megalotis (E)
- Сплюшка самарська, Otus everetti (E)
- Сплюшка негроська, Otus nigrorum (E)
- Сплюшка міндорійська, Otus mindorensis (E)
- Сплюшка мантананійська, Otus mantananensis (E)
- Сплюшка ріукійська, Otus elegans
- Сплюшка мінданайська, Otus mirus (E)
- Сплюшка лусонська, Otus longicornis (E)
- Пугач філіппінський, Bubo philippensis (E)
- Сова таїландська, (Strix seloputo)
- Сова болотяна, Asio flammeus
- Сова-голконіг далекосхідна, Ninox scutulata
- Сова-голконіг японська, Ninox japonica
- Сова-голконіг брунатна, Ninox randi
- Сова-голконіг філіпінська, Ninox philippensis (E)
- Сова-голконіг мінданайська, Ninox spilocephala (E)
- Сова-голконіг міндорійська, Ninox mindorensis (E)
- Сова-голконіг східна, Ninox spilonotus (E)
- Сова-голконіг себуйська, Ninox rumseyi (E)
- Сова-голконіг каміґуїнська, Ninox leventisi (E)
- Сова-голконіг сулуйська, Ninox reyi (E)

## Трогоноподібні(Trogoniformes)

### Родина:Трогонові(Trogonidae)
- Трогон філіпінський, Harpactes ardens (E)

## Bucerotiformes

### Родина:Одудові(Upupidae)
- Одуд, Upupa epops

### Родина:Птахи-носороги(Bucerotidae)

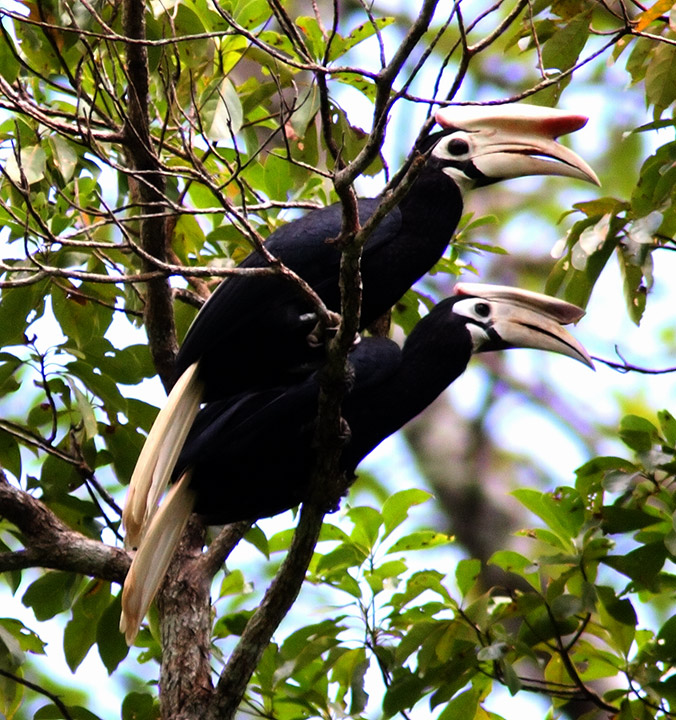
Птах-носоріг палаванський (Anthracoceros marchei)

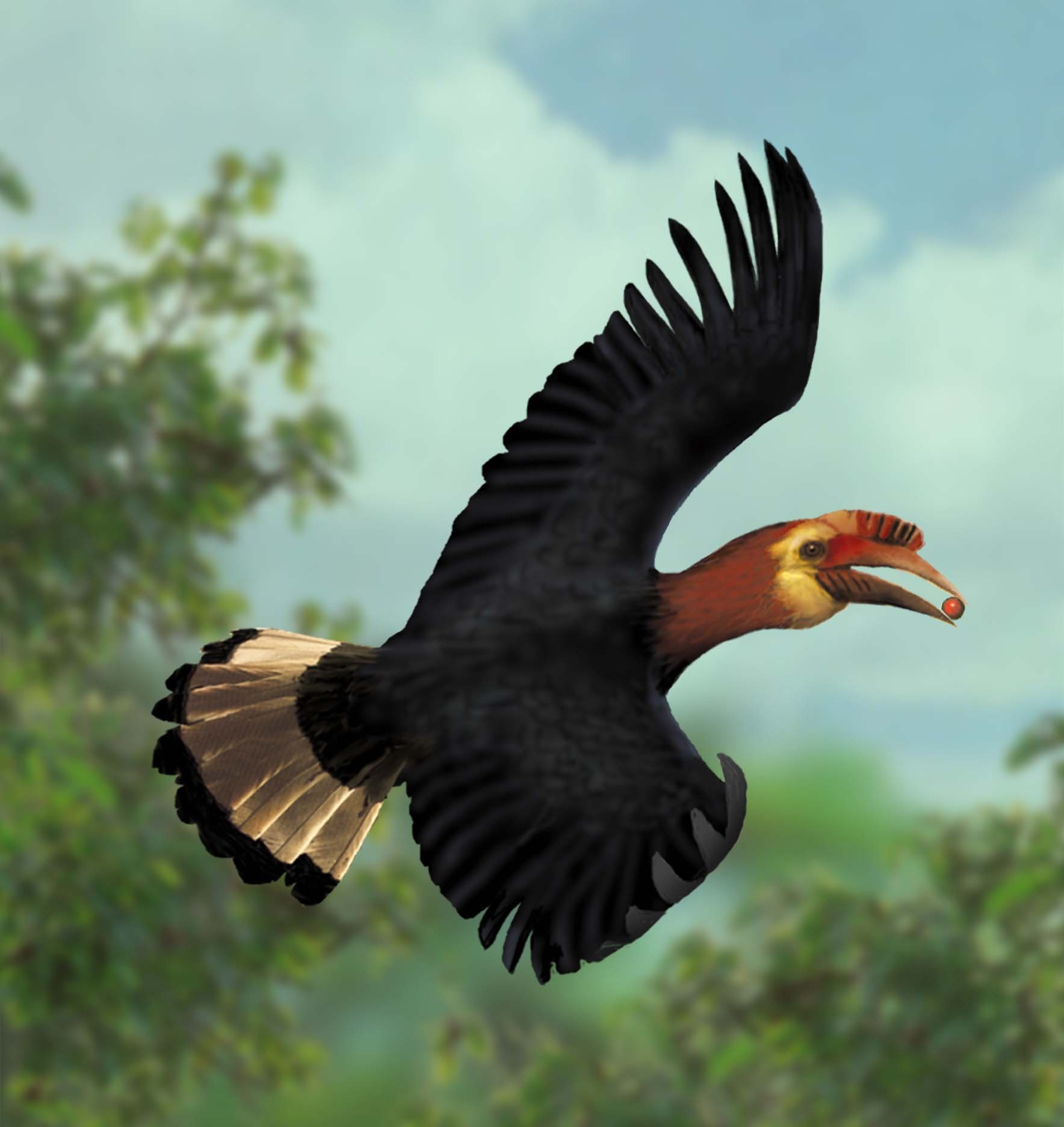
Калао негроський (Aceros waldeni)

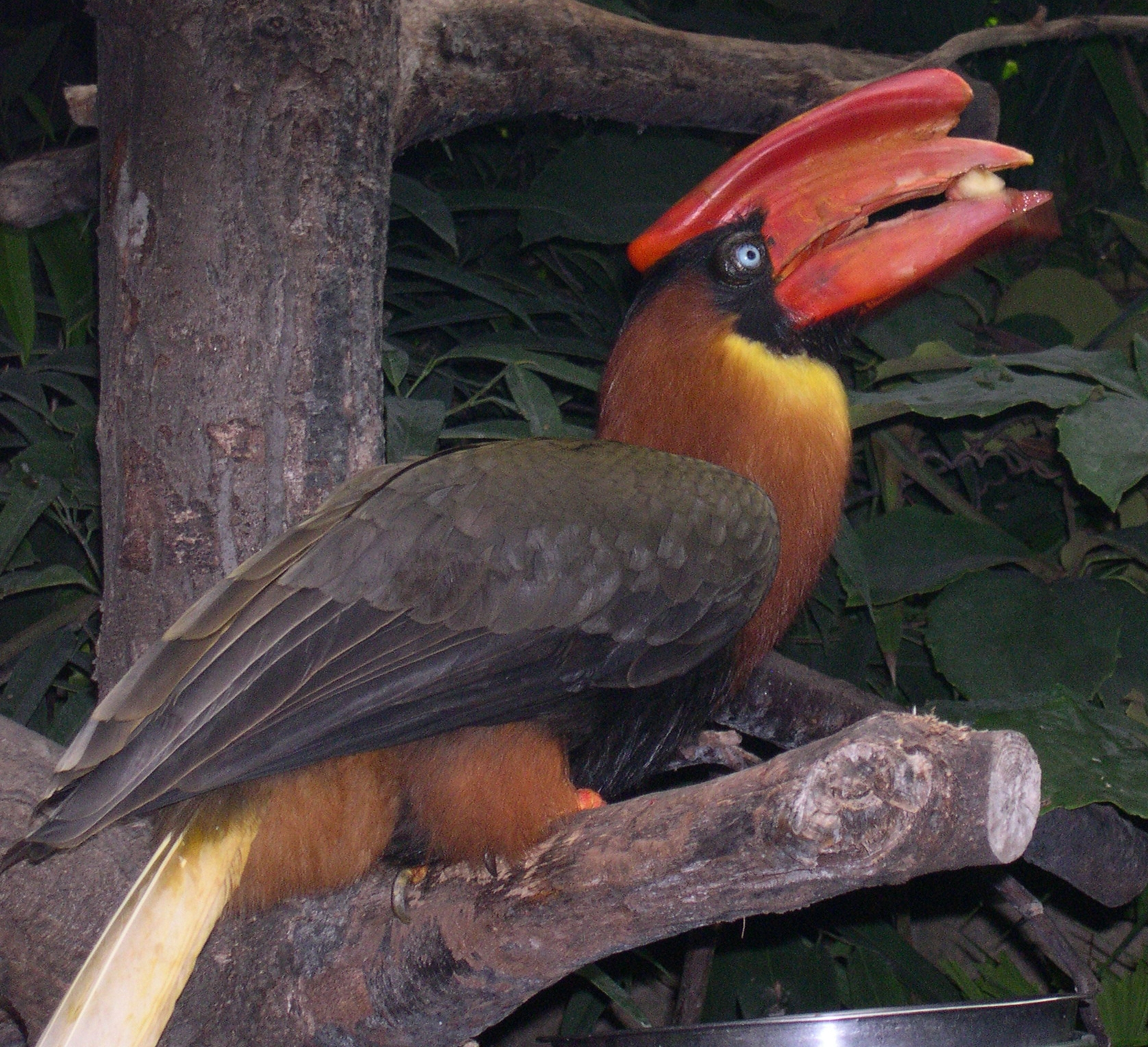
Гомрай вогнистий (Buceros hydrocorax)

- Гомрай вогнистий, Buceros hydrocorax (E)
- Птах-носоріг сулуйський, Anthracoceros montani (E)
- Птах-носоріг палаванський, Anthracoceros marchei (E)
- Калао негроський, Rhabdotorrhinus waldeni (E)
- Калао червонодзьобий, Rhabdotorrhinus leucocephalus (E)
- Калао рудогузий, Penelopides panini (E)
- Калао лусонський, Penelopides manillae (E)
- Калао міндорський, Penelopides mindorensis (E)
- Калао самарський, Penelopides samarensis (E)
- Калао мінданайський, Penelopides affinis (E)

## Сиворакшоподібні(Coraciiformes)

### Родина:Рибалочкові(Alcedinidae)
- Рибалочка блакитний, Alcedo atthis
- Рибалочка темно-синій, Alcedo meninting
- Рибалочка синьобокий, Ceyx cyanopectus (E)
- Рибалочка самарський, Ceyx flumenicola (E)
- Рибалочка сріблогузий, Ceyx argentatus (E)
- Рибалочка-крихітка трипалий, Ceyx erithaca (A)
- Ceyx rufidorsa
- Рибалочка-крихітка філіпінський, Ceyx melanurus (E)
- Рибалочка філіпінський, Ceyx margarethae (E)
- Гуріал смарагдовокрилий, Pelargopsis capensis
- Альціон вогнистий, Halcyon coromanda
- Альціон білогрудий, Halcyon smyrnensis
- Альціон чорноголовий, Halcyon pileata
- Альціон рудолобий, Todiramphus winchelli (E)
- Альціон священний, Todiramphus sanctus (A)
- Альціон білошиїй, Todiamphus chloris
- Альціон малазійський, Actenoides concretus
- Альціон строкатий, Actenoides lindsayi (E)
- Альціон синьоголовий, Actenoides hombroni (E)

### Родина:Бджолоїдкові(Meropidae)
- Бджолоїдка синьогорла, Merops americanus
- Бджолоїдка синьохвоста, Merops philippinus

### Родина:Сиворакшові(Coraciidae)
- Широкорот східний, Eurystomus orientalis

## Дятлоподібні(Piciformes)

### Родина:Бородастикові(Megalaimidae)
- Бородастик червоноголовий, Psilopogon haemacephalus

### Родина:Дятлові(Picidae)
- Дятел філіпінський, Yungipicus maculatus (E)
- Дятел сулуйський, Yungipicus ramsayi (E)
- Дзьобак лусонський, Chrysocolaptes haematribon (E)
- Дзьобак золотоголовий, Chrysocolaptes xanthocephalus (E)
- Дзьобак великий, Chrysocolaptes lucidus (E)
- Дзьобак червоноголовий, Chrysocolaptes erythrocephalus (E)
- Дзьобак палаванський, Dinopium everetti (E)
- Торомба філіпінська, Mulleripicus funebris (E)
- Mulleripicus fuliginosus (E)
- Торомба велика, Mulleripicus pulverulentus
- Dryocopus javensis

## Соколоподібні(Falconiformes)

### Родина:Соколові(Falconidae)
- Сокіл-карлик філіппінський, Microhierax erythrogenys (E)
- Боривітер звичайний, Falco tinnunculus
- Боривітер молуцький, Falco moluccensis (A)
- Підсоколик малий, Falco columbarius (A)
- Підсоколик великий, Falco subbuteo (A)
- Підсоколик східний, Falco severus
- Сапсан, Falco peregrinus

## Папугоподібні(Psittaciformes)

### Родина:Какадові(Cacatuidae)

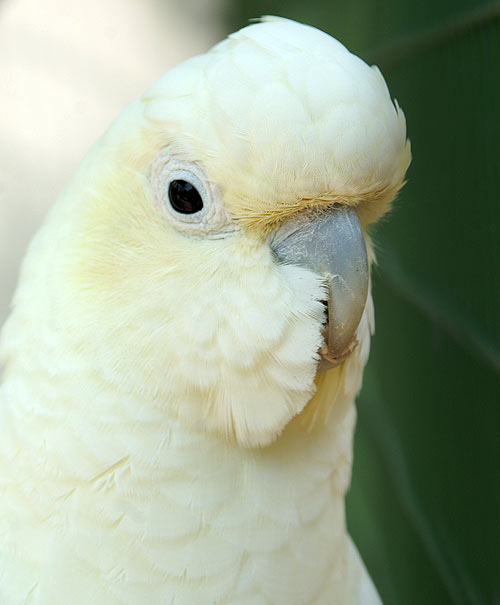
Какаду філіпінський (Cacatua haematuropygia)

- Какаду філіппінський, Cacatua haematuropygia (E)

### Родина:Psittaculidae

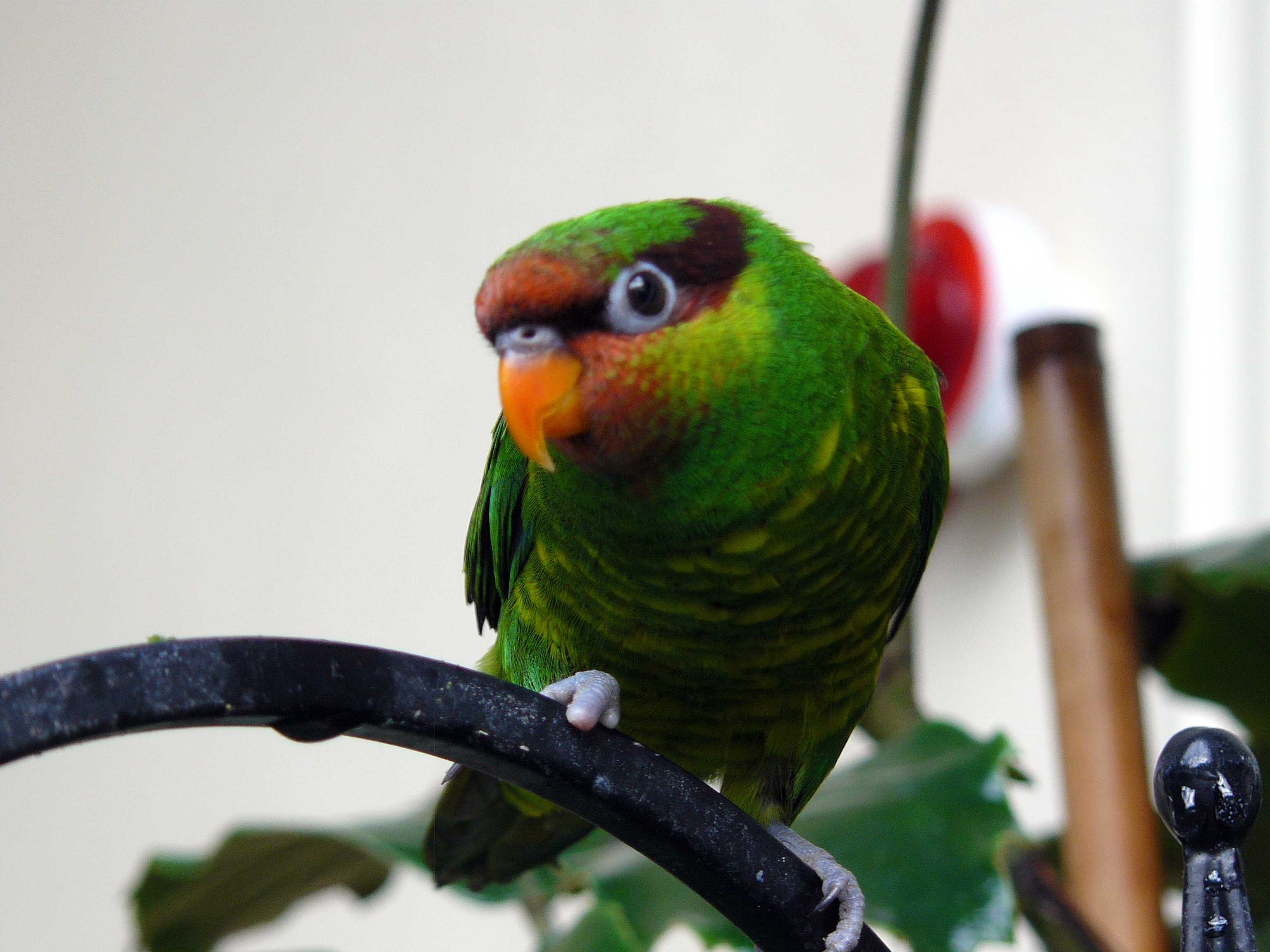
Лорікет мінданайський (Saudareos johnstoniae)

- Папуга-віхтьохвіст мінданайський, Prioniturus waterstradti (E)
- Папуга-віхтьохвіст лусонський, Prioniturus montanus (E)
- Папуга-віхтьохвіст палаванський, Prioniturus platenae (E)
- Папуга-віхтьохвіст міндорський, Prioniturus mindorensis (E)
- Папуга-віхтьохвіст сулуйський, Prioniturus verticalis (E)
- Папуга-віхтьохвіст зелений, Prioniturus luconensis (E)
- Папуга-віхтьохвіст синьоголовий, Prioniturus discurus (E)
- Папуга Крамера, Psittacula krameri (I)
- Папуга-червонодзьоб чорноплечий, Tanygnathus megalorynchos
- Папуга-червонодзьоб лусонський, Tanygnathus lucionensis
- Tanygnathus everetti (E)
- Папуга філіпінський, Bolbopsittacus lunulatus (E)
- Лорікет мінданайський, Saudareos johnstoniae (E)
- Кориліс філіппінський, Loriculus philippensis (E)
- Кориліс камігвінський, Loriculus camiguinensis (E)

## Горобцеподібні(Passeriformes)

### Родина:Рогодзьобові(Eurylaimidae)
- Рогодзьоб філіппінський, Sarcophanops steerii (E)
- Рогодзьоб самарійський, Sarcophanops samarensis (E)

### Родина:Пітові(Pittidae)
- Піта лусонська, Erythropitta kochi (E)
- Піта червоночерева, Erythropitta erythrogaster (E)
- Піта синьокрила, Pitta moluccensis (A)
- Піта китайська, Pitta nympha (A)
- Піта чорноголова, Pitta sordida
- Піта лазурова, Pitta steerii (E)

### Родина:Шиподзьобові(Acanthizidae)
- Ріроріро золотоволий, Gerygone sulphurea

### Родина:Личинкоїдові(Campephagidae)
- Личинкоїд червоний, Pericrocotus igneus
- Личинкоїд пломенистий, Pericrocotus speciosus
- Личинкоїд сірий, Pericrocotus divaricatus
- Шикачик смугастий, Coracina striata
- Шикачик мінданайський, Malindangia mcgregori (E)
- Оругеро великий, Lalage melanoleuca (E)
- Оругеро широкобровий, Lalage nigra
- Шикачик чорнокрилий, Lalage melaschistos (A)
- Шикачик філіппінський, Edolisoma coerulescens (E)
- Шикачик білоплечий, Edolisoma ostentum (E)
- Шикачик чорноволий, Edolisoma mindanense (E)

### Родина:Свистунові(Pachycephalidae)
- Свистун філіпінський, Pachycephala philippinensis (E)
- Свистун сірий, Pachycephala cinerea
- Свистун північний, Pachycephala albiventris (E)
- Свистун білогузий, Pachycephala homeyeri (E)

### Родина:Вивільгові(Oriolidae)
- Вивільга смугасточерева, Oriolus xanthonotus
- Вивільга лусонська, Oriolus albiloris (E)
- Вивільга філіппінська, Oriolus steerii (E)
- Вивільга батанська, Oriolus isabellae (E)
- Вивільга чорноголова, Oriolus chinensis

### Родина:Ланграйнові(Artamidae)
- Ланграйн білогрудий, Artamus leucorynchus

### Родина:Йорові(Aegithinidae)
- Йора чорнокрила, Aegithina tiphia

### Родина:Віялохвісткові(Rhipiduridae)
- Віялохвістка чорноголова, Rhipidura nigrocinnamomea (E)
- Віялохвістка синя, Rhipidura superciliaris
- Віялохвістка гранатова, Rhipidura samarensis (E)
- Віялохвістка табласька, Rhipidura sauli (E)
- Віялохвістка світлочерева, Rhipidura albiventris (E)
- Віялохвістка синьоголова, Rhipidura cyaniceps (E)
- Віялохвістка філіппінська, Rhipidura nigritorquis (E)

### Родина:Дронгові(Dicruridae)
- Дронго чорний, Dicrurus macrocercus (A)
- Дронго сірий, Dicrurus leucophaeus
- Дронго великодзьобий, Dicrurus annectens (A)
- Дронго лірохвостий, Dicrurus hottentottus
- Дронго філіппінський, Dicrurus balicassius (E)
- Дронго табласький,Dicrurus menagei (E)

### Родина:Монархові(Monarchidae)
- Монаршик короткочубий, Hypothymis helenae (E)
- Монаршик гіацинтовий, Hypothymis azurea
- Монаршик довгочубий, Hypothymis coelestis (E)
- Монарх-довгохвіст кобальтовий, Terpsiphone cyanescens (E)
- Монарх-довгохвіст рудий, Terpsiphone cinnamomea
- Монарх-довгохвіст чорний, Terpsiphone atrocaudata
- Монарх-довгохвіст амурський, Terpsiphone incei (A)

### Родина:Сорокопудові(Laniidae)
- Сорокопуд тигровий, Lanius tigrinus (A)
- Сорокопуд сибірський, Lanius cristatus
- Сорокопуд довгохвостий, Lanius schach
- Сорокопуд рудобокий, Lanius validirostris (E)

### Родина:Воронові(Corvidae)
- Ворона довгодзьоба, Corvus enca
- Ворона великодзьоба, Corvus macrorhynchos

### Родина:Stenostiridae
- Канарниця золотиста, Culicicapa helianthea

### Родина:Синицеві(Paridae)
- Синиця плямиста, Pardaliparus elegans (E)
- Синиця палаванська, Pardaliparus amabilis (E)
- Синиця білолоба, Sittiparus semilarvatus (E)

### Родина:Жайворонкові(Alaudidae)
- Фірлюк яванський, Mirafra javanica
- Жайворонок індійський, Alauda gulgula

### Родина:Тамікові(Cisticolidae)
- Тимелія-крихітка лейтська, Micromacronus leytensis (E)
- Тимелія-крихітка мінданайська, Micromacronus sordidus (E)
- Кравчик рудолобий, Orthotomus frontalis (E)
- Кравчик рудощокий, Orthotomus ruficeps
- Кравчик рудохвостий, Orthotomus sericeus
- Кравчик філіпінський, Orthotomus castaneiceps (E)
- Кравчик лусонський, Orthotomus derbianus (E)
- Кравчик зеленоспинний, Orthotomus chloronotus (E)
- Кравчик самаранський, Orthotomus samarensis (E)
- Кравчик чорноголовий, Orthotomus nigriceps (E)
- Кравчик мінданайський, Orthotomus cinereiceps (E)
- Таміка віялохвоста, Cisticola juncidis
- Таміка золотоголова, Cisticola exilis

### Родина:Очеретянкові(Acrocephalidae)
- Очеретянка чорноброва, Acrocephalus bistrigiceps (A)
- Очеретянка соргова, Acrocephalus sorghophilus
- Очеретянка східна, Acrocephalus orientalis
- Очеретянка південна, Acrocephalus stentoreus

### Родина:Кобилочкові(Locustellidae)
- Робсонія лусонська, Robsonius rabori (E)
- Робсонія бурштинова, Robsonius thompsoni (E)
- Робсонія темнодзьоба, Robsonius sorsogonensis
- Матата руда, Cincloramphus timoriensis
- Матата болотяна, Megalurus palustris
- Кобилочка тайгова, Helopsaltes fasciolatus
- Кобилочка сахалінська, Helopsaltes amnicola
- Кобилочка співоча, Helopsaltes certhiola (A)
- Кобилочка охотська, Helopsaltes ochotensis
- Кобилочка плямиста, Locustella lanceolata
- Куцокрил довгохвостий, Locustella caudatus (E)
- Куцокрил гірський, Locustella seebohmi (E)

### Родина:Ластівкові(Hirundinidae)
- Ластівка сіровола, Riparia chinensis
- Ластівка берегова, Riparia riparia
- Ластівка сільська, Hirundo rustica
- Ластівка південноазійська, Hirundo tahitica
- Ластівка синьоголова, Cecropis striolata
- Ластівка азійська, Delichon dasypus (A)

### Родина:Бюльбюлеві(Pycnonotidae)
- Бюльбюль північний, Poliolophus urostictus (E)
- Бюльбюль чорноголовий, Brachypodius melanocephalos
- Бюльбюль китайський, Pycnonotus sinensis (A)
- Бюльбюль широкобровий, Pycnonotus goiavier
- Бюльбюль оливковокрилий, Pycnonotus plumosus
- Бюльбюль палаванський, Pycnonotus cinereifrons (E)
- Бюльбюль-бородань палаванський, Alophoixus frater (E)
- Оливник палаванський, Iole palawanensis (E)
- Оливник короткопалий, Hypsipetes amaurotis
- Оливник візаянський, Hypsipetes guimarasensis (E)
- Оливник мінданайський, Hypsipetes rufigularis (E)
- Hypsipetes catarmanensis (E)
- Оливник жовтуватий, Hypsipetes everetti (E)
- Оливник міндорійський, Hypsipetes mindorensis (E)
- Оливник темнолобий, Hypsipetes siquijorensis (E)
- Оливник рудоволий, Hypsipetes philippinus (E)

### Родина:Вівчарикові(Phylloscopidae)
- Вівчарик лісовий, Phylloscopus inornatus (A)
- Вівчарик товстодзьобий, Phylloscopus schwarzi (A)
- Вівчарик бурий, Phylloscopus fuscatus (A)
- Вівчарик весняний, Phylloscopus trochilus (A)
- Вівчарик жовтий, Phylloscopus cebuensis (E)
- Вівчарик філіпінський, Phylloscopus olivaceus (E)
- Вівчарик ізуйський, Phylloscopus ijimae
- Вівчарик японський, Phylloscopus xanthodryas
- Вівчарик шелюговий, Phylloscopus borealis
- Вівчарик камчатський, Phylloscopus examinandus
- Скриточуб жовтогрудий, Phylloscopus montis
- Вівчарик острівний, Phylloscopus nigrorum (E)

### Родина:Cettiidae
- Очеретянка-куцохвіст далекосхідна, Urosphena squameiceps (A)
- Війчик білобровий, Abroscopus superciliaris
- Кравчик гірський, Phyllergates cucullatus
- Кравчик рудоголовий, Phyllergates heterolaemus (E)
- Очеретянка лусонська, Horornis seebohmi (E)
- Очеретянка китайська, Horornis diphone
- Horornis borealis
- Очеретянка сундайська, Horornis vulcania

### Родина:Окулярникові(Zosteropidae)
- Тимелія-темнодзьоб рудощока, Zosterornis whiteheadi (E)
- Тимелія-темнодзьоб смугаста, Zosterornis striatus (E)
- Тимелія-темнодзьоб білощока, Zosterornis latistriatus (E)
- Тимелія-темнодзьоб негроська, Zosterornis nigrorum (E)
- Тимелія-темнодзьоб палаванська, Zosterornis hypogrammicus (E)
- Окулярець масковий, Heleia goodfellowi (E)
- Баблер лусонський, Sterrhoptilus dennistouni (E)
- Sterrhoptilus affinis (E)
- Баблер чорноголовий, Sterrhoptilus nigrocapitatus (E)
- Баблер рудогорлий, Sterrhoptilus capitalis (E)
- Тимелія золотолоба, Dasycrotapha speciosa (E)
- Баблер самарський, Dasycrotapha pygmaea (E)
- Баблер малий, Dasycrotapha plateni (E)
- Окулярник японський, Zosterops japonicus
- Окулярник низинний, Zosterops meyeni (E)
- Окулярник сірогрудий, Zosterops everetti
- Окулярник золотистий, Zosterops nigrorum (E)

### Родина:Тимелієві(Timaliidae)
- Синчівка жовточерева, Mixornis gularis
- Синчівка смугастовола, Mixornis bornensis
- Синчівка бура, Macronus striaticeps (E)

### Родина:Pellorneidae
- Тимелія палаванська, Malacopteron palawanense (E)
- Тордина сіроголова, Pellorneum cinereiceps (E)
- Тимелійка смугаста, Ptilocichla mindanensis (E)
- Тимелійка рудокрила, Ptilocichla falcata (E)

### Родина:Повзикові(Sittidae)
- Повзик червонодзьобий, Sitta frontalis
- Повзик острівний, Sitta oenochlamys (E)

### Родина:Шпакові(Sturnidae)
- Філіпінник малий, Rhabdornis mystacalis (E)
- Філіпінник північний, Rhabdornis grandis (E)
- Філіпінник південний, Rhabdornis inornatus (E)
- Філіпінник негроський, Rhabdornis rabori (E)
- Шпак-малюк філіпінський, Aplonis panayensis
- Шпак-малюк короткохвостий, Aplonis minor
- Шпак-білощок мінданайський, Goodfellowia miranda (E)
- Колето, Sarcops calvus (E)
- Gracula religiosa
- Шпак звичайний, Sturnus vulgaris (A)
- Шпак рожевий, Pastor roseus (A)
- Шпак даурський, Agropsar sturninus (A)
- Шпак японський, Agropsar philippensis
- Шпачок китайський, Sturnia sinensis (A)
- Шпачок сіроголовий, Sturnia malabarica (A)
- Шпак червонодзьобий, Spodiopsar sericeus (A)
- Шпак сірий, Spodiopsar cineraceus (A)
- Майна індійська, Acridotheres tristis (A)
- Майна чубата, Acridotheres cristatellus (I)

### Родина:Дроздові(Turdidae)
- Квічаль індонезійський, Zoothera andromedae
- Квічаль тайговий, Zoothera aurea
- Квічаль сибірський, Geokichla sibirica (A)
- Квічаль смугастий, Geokichla cinerea (E)
- Квічаль рудоголовий, Geokichla interpres
- Дрізд мандаринський, Turdus mandarinus (A)
- Дрізд вузькобровий, Turdus obscurus
- Дрізд золотистий, Turdus chrysolaus
- Дрізд блідий, Turdus pallidus
- Дрізд мінливоперий, Turdus poliocephalus
- Дрізд темний, Turdus eunomus (A)
- Дрізд Наумана, Turdus naumanni (A)

### Родина:Мухоловкові(Muscicapidae)
- Мухоловка далекосхідна, Muscicapa griseisticta
- Мухоловка сибірська, Muscicapa sibirica
- Мухоловка руда, Muscicapa ferruginea
- Мухоловка бура, Muscicapa dauurica
- Мухоловка філіпінська, Muscicapa randi (E)
- Мухоловка сіра, Muscicapa striata (A)
- Шама філіпінська, Copsychus mindanensis (E)
- Шама білоброва, Copsychus luzoniensis (E)
- Copsychus superciliaris (E)
- Шама чорна, Copsychus niger (E)
- Шама себуйська, Copsychus cebuensis (E)
- Нільтава синьовола, Cyornis herioti (E)
- Нільтава палаванська, Cyornis lemprieri (E)
- Нільтава мангрова, Cyornis rufigastra
- Джунглівниця рудохвоста, Cyornis ruficauda (E)
- Cyornis ocularis (E)
- Мухоловка синя, Cyanoptila cyanomelana
- Мухоловка маньчжурська, Cyanoptila cumatilis
- Мухоловка бірюзова, Eumyias thalassinus (A)
- Мухоловка лазурова, Eumyias panayensis
- Джунгляк мінданайський, Leonardina woodi (E)
- Джунглівниця лусонська, Vauriella insignis (E)
- Джунглівниця білогорла, Vauriella albigularis (E)
- Джунглівниця білолоба, Vauriella goodfellowi (E)
- Алікорто сизий, Brachypteryx montana
- Соловейко синій, Larvivora cyane
- Синьошийка, Luscinia svecica (A)
- Соловейко червоногорлий, Calliope calliope
- Мухоловка даурська, Ficedula zanthopygia (A)
- Мухоловка жовтоспинна, Ficedula narcissina
- Мухоловка тайгова, Ficedula mugimaki
- Мухоловка широкоброва, Ficedula westermanni
- Мухоловка білоброва, Ficedula hyperythra
- Мухоловка північна, Ficedula albicilla (A)
- Мухоловка палаванська, Ficedula platenae (E)
- Мухоловка лусонська, Ficedula disposita (E)
- Мухоловка сиза, Ficedula basilanica (E)
- Мухоловка мінданайська, Ficedula crypta (E)
- Мухоловка острівна, Ficedula luzoniensis (E)
- Горихвістка філіпінська, Phoenicurus bicolor (E)
- Горихвістка сибірська, Phoenicurus auroreus (A)
- Скеляр синій, Monticola solitarius
- Saxicola stejnegeri
- Трав'янка чорна, Saxicola caprata
- Кам'янка звичайна, Oenanthe oenanthe (A)

### Родина:Омелюхові(Bombycillidae)
- Омелюх східноазійський, Bombycilla japonica (A)

### Родина:Квіткоїдові(Dicaeidae)
- Красняк оливковий, Prionochilus olivaceus (E)
- Красняк палаванський, Prionochilus plateni (E)
- Квіткоїд товстодзьобий, Dicaeum agile
- Квіткоїд вусатий, Dicaeum proprium (E)
- Квіткоїд мінданайський, Dicaeum nigrilore (E)
- Квіткоїд золотоголовий, Dicaeum anthonyi (E)
- Квіткоїд двобарвний, Dicaeum bicolor (E)
- Квіткоїд червоноспинний, Dicaeum quadricolor (E)
- Квіткоїд філіппінський, Dicaeum australe (E)
- Квіткоїд негроський, Dicaeum haematostictum (E)
- Квіткоїд червоногорлий, Dicaeum retrocinctum (E)
- Квіткоїд трибарвний, Dicaeum trigonostigma
- Квіткоїд білочеревий, Dicaeum hypoleucum (E)
- Квіткоїд-крихітка, Dicaeum pygmaeum (E)
- Квіткоїд червоноволий, Dicaeum ignipectus

### Родина:Нектаркові(Nectariniidae)

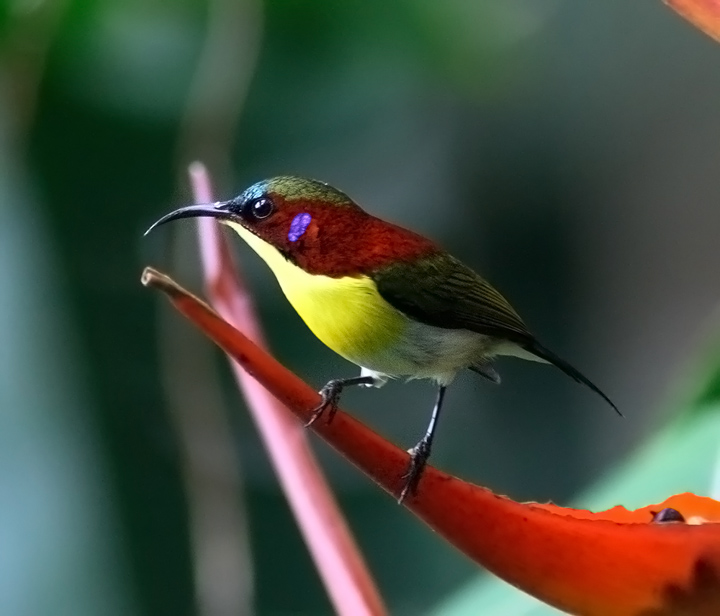
Сіпарая жовтогуза (Aethopyga bella)

- Саїманга жовточерева, Anthreptes malacensis
- Саїманга сірогорла, Anthreptes griseigularis (E)
- Нектаринка барвиста, Leptocoma sperata
- Нектаринка карміновогорла, Leptocoma calcostetha
- Маріка жовточерева, Cinnyris jugularis
- Сіпарая золотогорла, Aethopyga shelleyi (E)
- Сіпарая чорночерева, Aethopyga magnifica (E)
- Сіпарая жовтогуза, Aethopyga bella (E)
- Сіпарая чорновола, Aethopyga flagrans
- Сіпарая філіпінська, Aethopyga guimarasensis
- Сіпарая гірська, Aethopyga pulcherrima (E)
- Сіпарая лусонська, Aethopyga jefferyi (E)
- Сіпарая богольська, Aethopyga decorosa (E)
- Сіпарая синьощока, Aethopyga linaraborae (E)
- Сіпарая сіроголова, Aethopyga primigenia (E)
- Сіпарая оливкова, Aethopyga boltoni
- Павуколов жовтобокий, Arachnothera flammifera (E)
- Павуколов блідий, Arachnothera dilutior (E)
- Павуколов короткохвостий, Arachnothera clarae (E)

### Родина:Іренові(Irenidae)
- Ірена блакитна, Irena puella
- Ірена кобальтова, Irena cyanogaster (E)

### Родина:Зеленчикові(Chloropseidae)
- Зеленчик філіппінський, Chloropsis flavipennis (E)
- Зеленчик палаванський, Chloropsis palawanensis (E)

### Родина:Астрильдові(Estrildidae)
- Папужник бамбуковий, Erythrura hyperythra
- Папужник довгохвостий, Erythrura prasina
- Папужник лусонський, Erythrura viridifacies (E)
- Папужник мінданайський, Erythrura coloria (E)
- Мунія борнейська, Lonchura fuscans
- Мунія іржаста, Lonchura punctulata
- Мунія жовтохвоста, Lonchura leucogastra
- Мунія чорноголова, Lonchura atricapilla
- Рисівка яванська, Padda oryzivora (I)

### Родина:Горобцеві(Passeridae)
- Канело, Hypocryptadius cinnamomeus (E)
- Горобець польовий, Passer montanus

### Родина:Плискові(Motacillidae)
- Плиска деревна, Dendronanthus indicus
- Плиска гірська, Motacilla cinerea
- Плиска аляскинська, Motacilla tschutschensis
- Плиска жовтоголова, Motacilla citreola (A)
- Плиска біла, Motacilla alba
- Щеврик азійський, Anthus richardi (A)
- Щеврик іржастий, Anthus rufulus
- Щеврик оливковий, Anthus hodgsoni
- Щеврик сибірський, Anthus gustavi
- Щеврик червоногрудий, Anthus cervinus
- Щеврик американський, Anthus rubescens (A)

### Родина:В'юркові(Fringillidae)
- В'юрок, Fringilla montifringilla (A)
- Костогриз звичайний, Coccothraustes coccothraustes (A)
- Костар малий, Eophona migratoria (A)
- Костар великий, Eophona personata (A)
- Чечевиця звичайна, Carpodacus erythrinus (A)
- Pyrrhula leucogenis (E)
- Шишкар ялиновий, Loxia curvirostra
- Chrysocorythus mindanensis (E)
- Чиж лісовий, Spinus spinus (A)

### Родина:Вівсянкові(Emberizidae)
- Вівсянка чорноголова, Emberiza melanocephala (A)
- Вівсянка сіроголова, Emberiza fucata (A)
- Вівсянка лучна, Emberiza aureola (A)
- Вівсянка-крихітка, Emberiza pusilla (A)
- Вівсянка японська, Emberiza sulphurata
- Вівсянка сибірська, Emberiza spodocephala  (A)